# Akkerdijksche polder
Akkerdijksche polder is de naam van een polder en voormalig waterschap in de gemeenten Delft en Pijnacker, in de Nederlandse provincie Zuid-Holland.
Het waterschap was verantwoordelijk voor de vervening, drooglegging en later de waterhuishouding in de polder.
De Akkerdijksche polder grenst in het zuiden aan de Schieveense polder, in het oosten aan de Polder Berkel, in het noorden aan de Zuidpolder van Delfgauw en in het westen aan de Delftse Schie.
De Ackerdijkse Plassen maken deel uit van het gebied.

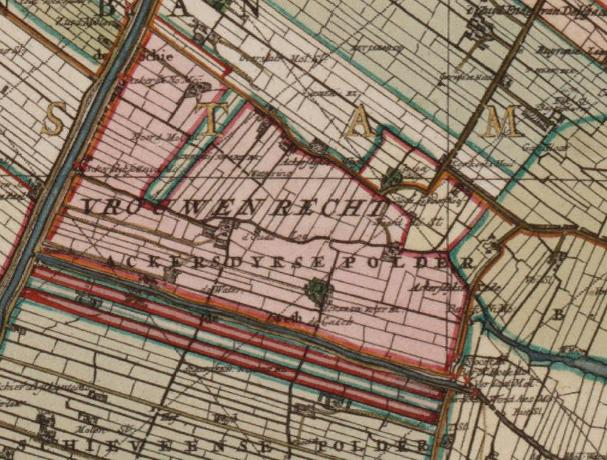
kaart 1712